# Vilachá (Boborás)
Vilachá es un lugar español situado en la parroquia de Feás, del municipio de Boborás, en la provincia de Orense, Galicia.

## Geografía
Vilachá está rodeada de un paisaje montañoso y valles verdes, que la convierten en un lugar ideal para los amantes de la naturaleza y las actividades al aire libre. La localidad se ubica a una altitud de alrededor de 550 metros sobre el nivel del mar, lo que proporciona un clima fresco y agradable durante gran parte del año.
El lugar cuenta con buenas conexiones por carretera, lo que facilita el acceso tanto en vehículos particulares como en transporte público. La estación de tren más cercana se encuentra en la ciudad de Orense, a unos 30 kilómetros de distancia, y el aeropuerto más cercano es el Aeropuerto de Santiago de Compostela, ubicado a aproximadamente 100 kilómetros de Vilachá.

## Historia
Los orígenes de Vilachá se remontan a épocas antiguas, con evidencias de asentamientos humanos desde la prehistoria. Durante la Edad Media, la localidad formaba parte del señorío de Boborás y tuvo un papel relevante en el desarrollo de la región. A lo largo de los siglos, Vilachá ha experimentado cambios socioeconómicos y ha sido testigo de diversos acontecimientos históricos.

## Demografía
| Gráfica de evolución demográfica de Vilachá entre 2000 y 2022 |
|                                                               |
| Datos según el nomenclátor publicado por el INE.              |

## Economía
La economía de Vilachá se basa principalmente en actividades agrícolas y ganaderas. La agricultura, con cultivos de cereales, patatas y hortalizas, es una fuente de sustento para muchos habitantes de la localidad. La ganadería, en particular la cría de ganado vacuno, también desempeña un papel importante en la economía local.

## Festividades
Vilachá conserva algunas tradiciones y festividades que reflejan su identidad y arraigo en la cultura gallega. Entre ellas, destaca la celebración de las fiestas patronales en honor a San Roque, que tienen lugar en agosto. Durante estas festividades, se realizan procesiones religiosas, actividades deportivas, conciertos y bailes tradicionales, en los que participan tanto los habitantes de Vilachá como visitantes de otras localidades.

## Patrimonio
La gastronomía también es una parte importante de la cultura local. Los platos típicos de la zona, como el pulpo a la gallega, la empanada y los productos lácteos, son apreciados por su sabor auténtico y tradicional. Además, los productos locales, como los vinos y los embutidos, son valorados tanto por los habitantes como por los turistas.